# Orgovány

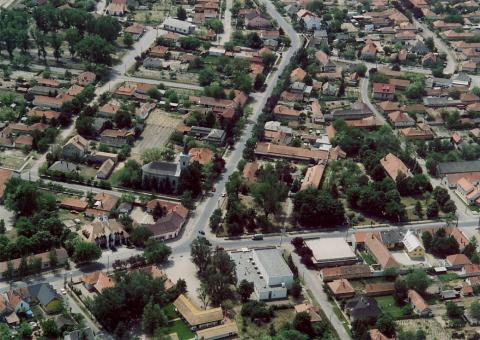
Luchtfoto

Orgovány is een plaats (község) en gemeente in het Hongaarse comitaat Bács-Kiskun. Orgovány telt 3511 inwoners (2002).